# Bulbostylis medusae
Bulbostylis medusae là một loài thực vật có hoa trong họ Cói. Loài này được Prata, Reynders & Goetgh. mô tả khoa học đầu tiên năm 2007.